# Nortosce
Nortosce è una frazione del comune di Cerreto di Spoleto all'interno della provincia di Perugia, Umbria. 
Posto di guardia montano di poggio annesso al castello di Rocchetta (altra frazione del comune di Cerreto di Spoleto), costruito nel sec. XIII, a quota mt. 851 s.l.m., su un costone a picco sulla Valle del Corno, attorno alla chiesa parrocchiale, al suo sagrato antistante ed al corpo di guardia.

## Storia
Il paese attuale è stato ricostruito poco più in alto rispetto all'originario, di cui restano solo labili tracce (Castel S. Maria), che si possono notare poco prima del paese a monte della strada.
Dal centro abitato si staccano degli edifici, costruiti lungo la strada di accesso, seguendo la classica tipologia di costruzioni a schiera, successive a quelle originarie.
Il tessuto edilizio di gran parte della frazione è stato recentemente ristrutturato e ha conservato le sue peculiarità architettoniche, ma le abitazioni sono usate quasi esclusivamente nel periodo estivo dalle famiglie originarie, emigrate altrove per motivi di lavoro.
Fino agli anni '60 il paese viveva di pastorizia, c'erano quasi mille capre, molte mucche, muli e pecore; allora vivevano nel paese quasi quaranta famiglie.
Il nome del paese sembra derivare da una leggenda che situa un orto con un albero di noce proprio sul sito dove sorgerà il piccolo abitato: da quell'albero il nome di "Nortosce". I primi abitanti sembrano essere arrivati intorno al Duecento quando dal castello di santa Maria, che si trova più valle e di cui restano solo pochi ruderi, sono saliti più in alto, forse per ragioni di difesa. Col tempo Nortosce diventa un paese dove fiorisce l'allevamento di capre.
Un altro aspetto misterioso del paese è quello che riguarda la cosiddetta fontana di Peneje, di epoca romana, la cui acqua sgorga da secoli dalla montagna, mantenendo tuttavia celata la propria fonte.

## Monumenti e luoghi d'arte
- La chiesa parrocchiale di San Pietro, ristrutturata nel ‘500, conserva tracce della più piccola originaria struttura trecentesca, costruita ad un livello di poco inferiore. Esternamente si presenta con una tipica facciata a capanna e campanile a torre, mentre l'interno è ornato da alcuni altari barocchi e tele votive databili ai secc. XVII e XVIII.
- Fonte di Peneje, di epoca romana.
- Campo santo situato poco più a monte del piccolo centro abitato.

## Cultura

### Eventi
- 29 giugno: Festa patronale (San Pietro).
- 15 settembre: a Nortosce si festeggia Santa Maria Addolorata (Mater Dolorosa) la cui festività cade il 15 di settembre; per mantenere viva la tradizione la prima domenica dopo il Ferragosto attraverso una processione viene fatta sfilare per le vie dell'abitato la statua di Maria conservata all'interno della chiesa parrocchiale di San Pietro.

## Infrastrutture e trasporti

### Ferrovie
Dal 1926 al 1968 Nortosce fu servita (tramite l'omonima stazione) dalla ferrovia Spoleto-Norcia, una linea a scartamento ridotto che collegava Spoleto con Norcia, che rimase in esercizio dal 1º novembre 1926 al 31 luglio 1968, quando fu soppressa. Le tracce della ferrovia sono quasi tutte conservate, il sedime è stato convertito in una pista ciclabile.